# Rohovce
Rohovce este o comună slovacă, aflată în districtul Dunajská Streda din regiunea Trnava. Localitatea se află la altitudinea de 123 m deasupra n.m., se întinde pe o suprafață de 16,15 km2 și în 2017 număra 1.206 locuitori.

## Istoric
Localitatea Rohovce este atestată documentar din 1294.

## Demografie
| An:                | 1994 | 2004   | 2014    | 2024    |
| ------------------ | ---- | ------ | ------- | ------- |
| Număr de persoane: | 1018 | 1074   | 1215    | 1073    |
| Diferență:         |      | +5,50% | +13,12% | −11,68% |

| An:                | 2023 | 2024   |
| ------------------ | ---- | ------ |
| Număr de persoane: | 1082 | 1073   |
| Diferență:         |      | −0,83% |